# ATC H03 – Pajzsmirigy-terápia
Az ATC H03 – Pajzsmirigy-terápia a gyógyszerek anatómiai, gyógyászati és kémiai osztályozási rendszerének (ATC) egyik alcsoportja.
| ATC H   | Szisztémás hormonkészítmények, a nemi hormonok kivételével |
| ------- | ---------------------------------------------------------- |
| ATC H01 | Hipofízis-hormonok, hipotalamusz-hormonok és analógjaik    |
| ATC H02 | Szisztémás kortikoszteroidok                               |
| ATC H03 | Pajzsmirigy-terápia                                        |
| ATC H04 | Hasnyálmirigy-hormonok                                     |
| ATC H05 | Kalcium-homeosztázis                                       |

## H03A 	Thyroid készítmények

### H03AAPajzsmirigy-hormonok
| ATC     | Magyar                                | INN                                   | Gyógyszerkönyv                        |
| ------- | ------------------------------------- | ------------------------------------- | ------------------------------------- |
| H03AA01 | Levotiroxin nátrium                   | Levothyroxine sodium                  | Levothyroxinum natricum               |
| H03AA02 | Liotironin nátrium                    | Liothyronine sodium                   |                                       |
| H03AA03 | Levotiroxin és liotironin kombinációi | Levotiroxin és liotironin kombinációi | Levotiroxin és liotironin kombinációi |
| H03AA04 | Tiratrikol                            | Tiratricol                            |                                       |
| H03AA05 | Pajzsmirigy-készítmények              | Pajzsmirigy-készítmények              |                                       |

## H03B Antithyroid-készítmények

### H03BATiouracilok
| ATC     | Magyar          | INN              | Gyógyszerkönyv     |
| ------- | --------------- | ---------------- | ------------------ |
| H03BA01 | Metiltiouracil  | Methylthiouracil |                    |
| H03BA02 | Propiltiouracil | Propylthiouracil | Propylthiouracilum |
| H03BA03 | Benziltiouracil | Benzylthiouracil |                    |

### H03BBKéntartalmú imidazol-származékok
| ATC     | Magyar                 | INN                    | Gyógyszerkönyv |
| ------- | ---------------------- | ---------------------- | -------------- |
| H03BB01 | Karbimazol             | Carbimazole            | Carbimazolum   |
| H03BB02 | Tiamazol               | Thiamazole             | Thiamazolum    |
| H03BB52 | Tiamazol kombinációban | Tiamazol kombinációban |                |

### H03BCPerklorátok
| ATC     | Magyar           | INN                   | Gyógyszerkönyv   |
| ------- | ---------------- | --------------------- | ---------------- |
| H03BC01 | Kálium-perklorát | Potassium perchlorate | Kalii perchloras |

### H03BXEgyéb antithyroid-készítmények
| ATC     | Magyar         | INN             | Gyógyszerkönyv |
| ------- | -------------- | --------------- | -------------- |
| H03BX01 | Dijodotirozin  | Diiodotyrosine  |                |
| H03BX02 | Dibromotirozin | Dibromotyrosine |                |